# Tarifautonomie
Tarifautonomie ist das in Deutschland in Art. 9 Abs. 3 Grundgesetz verankerte Recht der Koalitionen, Vereinbarungen (laut Tarifvertragsgesetz mit normativer Wirkung) frei von staatlichen Eingriffen über Arbeits- und Wirtschaftsbedingungen, insbesondere Tarifverträge über Arbeitsentgelt und Arbeitszeit, abzuschließen.

## Inhalt und Bedeutung der Tarifautonomie
Das Aushandeln von Tarifverträgen ist ein wesentlicher Zweck der Tarifparteien (Gewerkschaften und Arbeitgeberverbände). Es ist Bestandteil der Koalitionsfreiheit nach Art. 9 Abs. 3 GG und dadurch verfassungsrechtlich garantiert. Nicht nur der autonome, also frei von staatlicher Einflussnahme vonstattengehende Abschluss von Tarifverträgen ist geschützt, zu den verfassungsrechtlich geschützten Mitteln zählen auch Arbeitskampfmaßnahmen, die auf den Abschluss von Tarifverträgen gerichtet sind.
Die Tarifautonomie wird im Tarifvertragsgesetz vom 9. April 1949 (seither mehrfach novelliert, zuletzt 2018) konkretisiert. Im Betriebsverfassungsrecht gewährleistet § 77 Abs. 3 BetrVG die Tarifautonomie dadurch, dass „den Tarifvertragsparteien ein Vorrang zur kollektiven Regelung materieller Arbeitsbedingungen eingeräumt wird mit der Folge, daß da, wo die Tarifvertragsparteien von ihrer Normsetzungsbefugnis Gebrauch gemacht haben, eine entsprechende Befugnis der Betriebspartner entfällt.“ Dies gilt auch für nicht tarifgebundene Arbeitgeber, da „Konkurrenzregelungen“ in der Form von Betriebsvereinbarungen ebenfalls die Funktionsfähigkeit der Tarifautonomie stören könnten. Durch sogenannte „Öffnungsklauseln“ können Tarifverträge für ergänzende Betriebsvereinbarungen zwischen Management und Betriebsräten geöffnet werden. Dabei übernimmt der Betriebsrat die Rolle eines subsidiären Tarifakteurs. Diese von Experten als „Verbetrieblichung der Tarifpolitik“ bezeichnete Praxis erlaubt es, allgemeine Tarifvertragsbestimmungen den betrieblichen Gegebenheiten flexibel anzupassen.
Die maßgeblichen Grundsätze des Arbeitskampfrechts wurden bei Untätigbleiben des Gesetzgebers durch richterliche Rechtsfortbildung vom Bundesarbeitsgericht entwickelt.
Die Tarifautonomie kann zum Schutz von Grundrechten Dritter und anderer mit Verfassungsrang ausgestatteter Rechte eingeschränkt werden. So wurde beispielsweise im Tarifautonomiestärkungsgesetz 2014 die Tarifautonomie dahingehend eingeschränkt, dass es den Tarifparteien untersagt wird, Löhne unterhalb des Mindestlohnes zu vereinbaren.
Die Reichweite der Tarifautonomie im Einzelnen ist politisch umstritten.
Sozialphilosophisch gesehen handelt es sich bei der Rechtsfigur und der Praxis der Tarifautonomie um eine Anwendung des Subsidiaritätsprinzips: Der Staat als übergeordnete politische Ordnungseinheit sieht es nicht als seine Aufgabe an, konkrete Lohn- und Arbeitsbedingungen festzusetzen. Dies bleibt den mit der Materie vertrauten Tarifvertragsparteien vorbehalten. Ihnen wird damit eine wirtschafts- und sozialpolitische Ordnungskompetenz eigener Art eingeräumt. Der Schöpfer des modernen deutschen Arbeitsrechts, Hugo Sinzheimer, bezeichnet dies als eine „rechtliche Dezentralisierung der staatlichen Gesetzgebung“, denn der Tarifvertrag setzt verbindliche Rechtsnormen, die für die Mitglieder der Vertragsparteien unmittelbar und zwingend (§ 4 Abs. 1 TVG) gelten. Die Tarifparteien werden auf diese Weise mit „staatlicher Sanktionsleihe“ ausgestattet, ohne den völligen Rückzug des Staates, der ihrer Autonomie ja weiterhin die rechtlichen Rahmenbedingungen setzt. Begrenzungen und Einschränkungen der Tarifautonomie nimmt auch das Bundesarbeitsgericht mit Grundsatzentscheidungen („Richterrecht“) vor.
Mit der grundgesetzlich garantierten Tarifautonomie wird der Arbeitsmarkt vom Kartellverbot ausgenommen. Schon Walter Eucken, einer der Vordenker der Sozialen Marktwirtschaft, verwies darauf, dass zwischen Sachgüter- und Arbeitsmärkten tunlichst zu unterscheiden sei; denn „Arbeit ist keine Ware“.